# Idioma sículo
El idioma sículo es una lengua indoeuropea antigua del grupo itálico hablada antiguamente en Sicilia en la parte oriental de la isla.
La clasificación del sículo ha sido durante un tiempo incierta, hasta que estudios lingüísticos recientes han demostrado que el sículo pertenece a las lenguas itálicas y que esta emparentado con el falisco y el latín arcaico por lo que algunos autores lo incluyen dentro del subgrupo de las lenguas latino-faliscas.

## Clasificación
Los testimonios directos de sículo son pocos, pero permiten conjeturar una relación con las lenguas itálicas especialmente con el grupo latino-falisco. El primer estudioso que asignó el sículo a la misma familia que el latín fue Karl Julius Beloch a finales del siglo XIX, y su hipótesis fue aceptada posteriormente, entre otros, por Giacomo Devoto, quien consideraba al sículo la rama del latino-falisco que se asentó más al sur, evidencia de un antiguo continuo interrumpido por la llegada tardía del osco-umbro. Varro en su obra de De lingua Latina hace 47 y 43 a. C, afirmó que el sículo estaba estrechamente emparentado con el latín ya que muchas palabras sonaban casi idénticas y tenían el mismo significado, como onkia (la, uncia), moitom (la, mutuum), dotim (la, dotum), leporim (la, leporem) etc. Por otro lado el sículo era más arcaico con respecto al latín puesto que retuvo los diptongos protoindoeuropeos (-ei, -eu, -ou, -oi) que en latín se reducen a (-i, -u, -o simples) y las oclusivas (-f, -d, -s) que el latín cambió a (-b, -r) respectivamente. Algunos autores también intentaron relacionar el sículo con las lenguas osco-umbras basado en algunas palabras. La escasez de fuentes y las dificultades para interpretar inscripciones y glosas hacen imposible llegar a una conclusión definitiva.

## Inscripciones
Entre las inscripciones importantes están la "inscripción de Centuripe" que es la inscripción sícula más larga y que data del siglo V a. C. y fue encontrada en Centuripe. Esta inscripción está grabada sobre un askos (fragmento de vasija) que hoy se conserva en el museo arqueológico de Karlsruhe en Alemania, o de la famosa inscripción practicada sobre un bloque de arenisca en el lado este del vano de ingreso del portal meridional de la ciudad de Mendolito y dispuesto en dos líneas de derecha a izquierda. Este último epígrafe, que data de la segunda mitad del siglo VI a. C., es el único de carácter público conocido hasta ahora y su texto generaba controversias en su interpretación. Las inscripciones muestran préstamos del griego muchos de los cuales son los mismos que recibió el latín. También  muestran nombres o topónimos de origen griego. Esto debido a la colonización griega de Sicilia.
A continuación se muestran tres inscripciones en sículo:
Inscripción sícula I:
Sículo: Salueto salues seite iofeteqe menesei heie.
Latín: Saluti salvus site iubeteque maneri hic.
Español: La salud a salvo, sitúa la orden y esta permanecerá.
Inscripción sícula II:
Sículo: Tam ura abes aked qoi aves Eurumakes age pipo ked lutim be levo poma nates emat Darnakei burei tam omia eti urela.
Latín: Tam urna abes accede qui aves Euromakes age bibe cede lutum ibi leva poma natis emat Darnakei puero tam omnia et urnula.
Español: Tan ausente la urna acerque las aves que Euromakes actúe, beba, ceda luto ahí, lleva las frutas nacidas, emite al chico Darnakei tanto todo y las urnas.
Inscripción sícula III:
Sículo: Nunus tenti mi marustainam iemitom esti durom Nane pos durom iemitom esti, veliom ned emponi tantom eredes vino brtome.
Latín: Nonus tenti me cadum emissum est durum Nani post durum emissum est, velut ne imponi tantum heredes vino productum.
Español: Nueve tendidas mi jarrón emitido es duro, después del de Nane el emitido es duro y ni imponga tanto a los herederos vino producido.